# Jean Dodat
Jean Dodat, né le 14 février 1862 à Pouzy-Mesangy (Allier) et mort le 18 mars 1935 à Bessay (Allier), est un homme politique français.

## Biographie
Jean Dodat est le fils d'un laboureur installé au village de La Croix, à Pouzy et fait partie d'une famille de dix enfants.
Agriculteur à La Ferté-Hauterive puis à Bessay, il est conseiller général du canton de Neuilly-le-Réal de 1919 à 1931 et député de l'Allier de 1919 à 1924, inscrit au groupe des Républicains de gauche. Après 1931, il quitte la vie politique.

## Sources
- « Jean Dodat », dans le Dictionnaire des parlementaires français (1889-1940), sous la direction de Jean Jolly, PUF, 1960 [détail de l’édition]